# Íscar
Íscar település Spanyolországban, Valladolid tartományban. Íscar Villaverde de Íscar, Aguasal, Pedrajas de San Esteban, Megeces, Cogeces de Íscar, Mata de Cuéllar, Chañe, Remondo, Fresneda de Cuéllar, Samboal és Fuente el Olmo de Íscar községekkel határos. Lakosainak száma 6396 fő (2024).

## Népesség
A település népessége az utóbbi években az alábbiak szerint változott:
| Lakosok száma | 6169 | 6508 | 6775 | 6902 | 6844 | 6678 | 6420 | 6344 | 6302 | 6396 |
|               | 2001 | 2004 | 2007 | 2009 | 2012 | 2014 | 2017 | 2019 | 2022 | 2024 |